# 2025 ve sportu
Toto je přehled sportovních událostí konaných v roce 2025.

## Alpské lyžování
- Světový pohár v alpském lyžování 2024/2025

## Basketbal
- Euroliga v basketbalu žen 2024/2025
- Federální pohár v basketbalu žen 2025
- Mistrovství Evropy v basketbalu žen 2025
- Ženská basketbalová liga 2024/2025

## Biatlon
- Mistrovství světa v biatlonu 2025
- Světový pohár v biatlonu 2024/2025

## Cyklistika
- Mistrovství světa v silniční cyklistice 2025
- UCI World Tour 2025
- UCI ProSeries 2025

### Grand Tour
- Giro d'Italia 2025
- Tour de France 2025
- Vuelta a España 2025

## Florbal
- Florbal na Světových hrách 2025
- Mistrovství světa ve florbale žen 2025
- Mistrovství světa ve florbale do 19 let 2025 –  Finsko
- Pohár mistrů 2025 – Muži:  Pixbo IBK, Ženy:  Pixbo IBK
- Livesport Superliga 2024/2025 – Předvýběr.CZ Florbal MB
- ČEZ Extraliga 2024/2025 – 1. SC Tempish Vítkovice Natios

## Fotbal

### Evropské poháry
- Liga mistrů UEFA 2024/2025
- Evropská liga UEFA 2024/2025
- Konferenční liga UEFA 2024/2025
- Superpohár UEFA 2025

### Národní ligy

#### Česko
- Chance Liga 2024/2025
- Chance Národní liga 2024/2025
- Česká fotbalová liga 2024/2025
- MOL Cup 2024/2025

## Lední hokej

### Svět
- Mistrovství světa v ledním hokeji 2025
- Mistrovství světa v ledním hokeji žen 2025
- Mistrovství světa juniorů v ledním hokeji 2025
- Mistrovství světa v para hokeji 2025

### Amerika
- National Hockey League 2024/2025

### Evropa
- Hokejová Liga mistrů 2024/2025

### Národní ligy

#### Česko
- Česká hokejová extraliga 2024/2025
- 1. česká hokejová liga 2024/2025
- 2. česká hokejová liga 2024/2025

## Motoristický sport
- Formule 1 v roce 2025
- Formule E 2024/2025

## Tenis

### Grand Slam
- Australian Open 2025
- French Open 2025
- Wimbledon 2025
- US Open 2025

### Týmové soutěže
- Davis Cup 2025
- Billie Jean King Cup 2025
- United Cup 2025

### Profesionální okruhy
- ATP Tour 2025
- WTA Tour 2025
- WTA 125 2025

## Světové hry
- Světové hry 2025